# 杨九郎
杨九郎（1989年7月17日—），本名杨淏翔，字“九郎”，身高181cm。毕业于北京城市学院，粉丝群体称作“栗子壳”。

## 经历
楊九郎于2009年入科，2013年9月4日，随“九”字科第一批拜师成为“头九”成员，和搭檔张云雷同為德云八队演员。
- 2013年 8月20日和张云雷正式搭档。
- 2021年 4月11日 與何九華、秦霄賢共同擔任庚子年封箱主持人。

## 演出相關

#### 電影
| 上映年份 | 片名                     | 角色   | 備註 |
| 2017年   | 《相声大电影之我要幸福》 |        |      |
| 2018年   | 《祖宗十九代》           | 楊太醫 |      |

#### 網路劇
| 首播年份 | 播出平台 | 片名         | 角色         | 備註 |
| 2017年   | 搜狐視頻 | 《林子大了》 | 楊曉翔(翔子) |      |
| 2019年   | 愛奇藝   | 《能耐大了》 | 楊曉翔(翔子) |      |
| 2022年   | 愛奇藝   | 《瓦舍江湖》 | 柔然         | 客串 |

#### 話劇
| 出演年份 | 劇名         | 角色   | 備註 |
| 2022年   | 《窩頭會館》 | 肖鵬達 |      |

#### 常駐综艺
| 首播日期 | 首播日期               | 電視臺   | 節目名稱                   | 備註                                         |
| 2018年   | 3月4日-3月25日         | 东方卫视 | 《欢乐喜剧人第四季》       | *補位喜劇人                                  |
| 2019年   | 1月20日-5月5日         | 东方卫视 | 《欢乐喜剧人第五季》       | *返场喜剧人 因搭檔張云雷身體因素於第八期退赛 |
| 2020年   | 9月17日-10月30日       | 騰訊視頻 | 《德云鬥笑社第一季》4~10期 | 補位新人                                     |
| 2021年   | 2月13日-2月15日        | 天津衛視 | 《青春德雲社》             |                                              |
| 2021年   | 8月20日-10月24日       | 騰訊視頻 | 《德云鬥笑社第二季》       |                                              |
| 2021年   | 11月20日-2022年2月3日  | 浙江衛視 | 《超燃美食記》             |                                              |
| 2021年   | 12月24日-2022年4月21日 | 天津衛視 | 《青春守藝人》             |                                              |

## 外部連結
- 杨九郎的新浪微博
- 杨九郎的Instagram帳戶

| 从师   | 辈分   | 收徒 |
| 郭德綱 | 第九代 | —    |